# Leuronota calycophylli
Leuronota calycophylli är en insektsart som beskrevs av Burckhardt och Couturier 1994. Leuronota calycophylli ingår i släktet Leuronota och familjen spetsbladloppor.
Artens utbredningsområde är Peru. Inga underarter finns listade i Catalogue of Life.